# Општина Косамалоапан де Карпио (Веракруз)
Косамалоапан де Карпио (шп. Cosamaloapan de Carpio) општина је у Мексику у савезној држави Веракруз. Општина се налази на надморској висини од 9 м.

## Становништво
Према подацима из 2010. у општини је живело 57366 становника.

### Хронологија
| Година       | 2000                  | 2005                  | 2010                  |
| ------------ | --------------------- | --------------------- | --------------------- |
| Становништво | 54185 (26059 / 28126) | 54518 (26034 / 28484) | 57366 (27634 / 29732) |

### Попис
| \| \| м \| \| \| ж \| \| 0—2 \| 1.277 \| \| \| 1.236 \| \| 3—5 \| 1.463 \| \| \| 1.384 \| \| 6—11 \| 2.980 \| \| \| 2.845 \| \| 12—14 \| 1.505 \| \| \| 1.466 \| \| 15—17 \| 1.576 \| \| \| 1.463 \| \| 18—24 \| 3.225 \| \| \| 3.318 \| \| 60+ \| 3.444 \| \| \| 3.850 \| \| Просек : \| 31,2 \| \| \| 32,6 \| |       |  |  |       |
| |       |  |  |       |
| | м     |  |  | ж     |
| 0—2 | 1.277 |  |  | 1.236 |
| 3—5 | 1.463 |  |  | 1.384 |
| 6—11 | 2.980 |  |  | 2.845 |
| 12—14 | 1.505 |  |  | 1.466 |
| 15—17 | 1.576 |  |  | 1.463 |
| 18—24 | 3.225 |  |  | 3.318 |
| 60+ | 3.444 |  |  | 3.850 |
| Просек : | 31,2  |  |  | 32,6  |

| #   | Индикатор                                                                                        | Вредност |
| --- | ------------------------------------------------------------------------------------------------ | -------- |
| 1   | Становништво од 0 до 2 године                                                                    | 2513     |
| 2   | Мушко становништво од 0 до 2 године                                                              | 1277     |
| 3   | Женско становништво од 0 до 2 године                                                             | 1236     |
| 4   | Становништво са 3 и више година                                                                  | 54403    |
| 5   | Мушко становништво са 3 и више година                                                            | 26133    |
| 6   | Женско становништво са 3 и више година                                                           | 28270    |
| 7   | Становништво са 5 и више година                                                                  | 52509    |
| 8   | Мушко становништво са 5 и више година                                                            | 25177    |
| 9   | Женско становништво са 5 и више година                                                           | 27332    |
| 10  | Становништво са 12 и више година                                                                 | 45731    |
| 11  | Мушко становништво са 12 и више година                                                           | 21690    |
| 12  | Женско становништво са 12 и више година                                                          | 24041    |
| 13  | Становништво са 15 и више година                                                                 | 42760    |
| 14  | Мушко становништво са 15 и више година                                                           | 20185    |
| 15  | Женско становништво са 15 и више година                                                          | 22575    |
| 16  | Становништво са 18 и више година                                                                 | 39721    |
| 17  | Мушко становништво са 18 и више година                                                           | 18609    |
| 18  | Женско становништво са 18 и више година                                                          | 21112    |
| 19  | Становништво од 3 до 5 година                                                                    | 2847     |
| 20  | Мушко становништво од 3 до 5 година                                                              | 1463     |
| 21  | Женско становништво од 3 до 5 година                                                             | 1384     |
| 22  | Становништво од 6 до 11 година                                                                   | 5825     |
| 23  | Мушко становништво од 6 до 11 година                                                             | 2980     |
| 24  | Женско становништво од 6 до 11 година                                                            | 2845     |
| 25  | Становништво од 8 до 14 година                                                                   | 6892     |
| 26  | Мушко становништво од 8 до 14 година                                                             | 3554     |
| 27  | Женско становништво од 8 до 14 година                                                            | 3338     |
| 28  | Становништво од 12 до 14 година                                                                  | 2971     |
| 29  | Мушко становништво од 12 до 14 година                                                            | 1505     |
| 30  | Женско становништво од 12 до 14 година                                                           | 1466     |
| 31  | Становништво од 15 до 17 година                                                                  | 3039     |
| 32  | Мушко становништво од 15 до 17 година                                                            | 1576     |
| 33  | Женско становништво од 15 до 17 година                                                           | 1463     |
| 34  | Становништво од 18 до 24 године                                                                  | 6543     |
| 35  | Мушко становништво од 18 до 24 године                                                            | 3225     |
| 36  | Женско становништво од 18 до 24 године                                                           | 3318     |
| 37  | Женско становништво од 15 до 49 година                                                           | 15573    |
| 38  | Становништво са 60 и више година                                                                 | 7294     |
| 39  | Мушко становништво са 60 и више година                                                           | 3444     |
| 40  | Женско становништво са 60 и више година                                                          | 3850     |
| 41  | Однос између мушкараца и жена                                                                    | 92.94    |
| 42  | Становништво од нуле до 14 година                                                                | 14156    |
| 43  | Становништво од 15 до 64 године                                                                  | 37600    |
| 44  | Становништво од 65 година и више                                                                 | 5160     |
| 45  | Просечан број деце                                                                               | 2.28     |
| 46  | Становништво рођено у ентитету                                                                   | 49205    |
| 47  | Мушко становништво рођено у ентитету                                                             | 23728    |
| 48  | Женско становништво рођено у ентитету                                                            | 25477    |
| 49  | Становништво рођено у другом ентитету                                                            | 7457     |
| 50  | Мушко становништво рођено у другом ентитету                                                      | 3546     |
| 51  | Женско становништво рођено у другом ентитету                                                     | 3911     |
| 52  | Становништво од 5 година и више резидентно у ентитету у јуну 2005. године                        | 49903    |
| 53  | Мушко становништво старосног доба од 5 година и више, резидентно у ентитету у јуну 2005. године  | 23757    |
| 54  | Женско становништво старосног доба од 5 и више година, резидентно у ентитету у јуну 2005. године | 26146    |
| 55  | Становништво од 5 година и више које је живело у другом ентитету у јуну 2005. године             | 1939     |
| 56  | Мушко становништво старије од 5 година које је живело у другом ентитету у јуну 2005. године      | 980      |
| 57  | Женско становништво старије од 5 година које је живело у другом ентитету у јуну 2005. године     | 959      |
| 58  | Становништво од 3 године и више које говори аутохтони језик                                      | 1871     |
| 59  | Мушко становништво старо 3 године и више које говори аутохтони језик                             | 895      |
| 60  | Женско становништво старо 3 године и више које говори аутохтони језик                            | 976      |
| 61  | Становништво од 3 године и више које говори аутохтони језик и не говори шпански језик            | 41       |
| 62  | Мушко становништво старо 3 године и више које говори аутохтони језик и не говори шпански         | 8        |
| 63  | Женско становништво старо 3 године и више које говори аутохтони језик и не говори шпански језик  | 33       |
| 64  | Становништво старо 3 године и више које говори аутохтони језик и шпански                         | 1730     |
| 65  | Мушко становништво старо 3 године и више које говори аутохтони језик и шпански                   | 838      |
| 66  | Женско становништво старо 3 године и више које говори аутохтони језик и шпански                  | 892      |
| 67  | Становништво од 5 година и више које говори аутохтони језик                                      | 1852     |
| 68  | Становништво од 5 година и више које говори аутохтони језик и не говори шпански језик            | 41       |
| 69  | Становништво од 5 година и више које говори аутохтони језик и говори шпански језик               | 1712     |
| 70  | Становништво у домородачким домаћинствима                                                        | 3460     |
| 71  | Становништво са ограничењима у активностима                                                      | 4366     |
| 72  | Становништво са ограниченим ходањем или кретањем, горе или доле                                  | 2132     |
| 73  | Становници са ограничењима вида, чак и уз кориштење сочива                                       | 1685     |
| 74  | Становништво са ограничењима говора, комуникације или конверзације                               | 305      |
| 75  | Становништво са ограниченим слухом                                                               | 413      |
| 76  | Становништво са ограничењима при одевању, купању или јелу                                        | 165      |
| 77  | Становништво са ограничењима у опажању или учењу једноставних ствари                             | 115      |
| 78  | Становништво са менталним ограничењима                                                           | 307      |
| 79  | Становништво без ограничења активности                                                           | 52349    |
| 80  | Становништво од 3 до 5 година које не похађа школу                                               | 1326     |
| 81  | Мушко становништво од 3 до 5 година које не похађа школу                                         | 670      |
| 82  | Женско становништво од 3 до 5 година које не похађа школу                                        | 656      |
| 83  | Становништво од 6 до 11 година које не похађа школу                                              | 238      |
| 84  | Мушко становништво од 6 до 11 година које не похађа школу                                        | 128      |
| 85  | Женско становништво од 6 до 11 година које не похађа школу                                       | 110      |
| 86  | Становништво од 12 до 14 година које не похађа школу                                             | 254      |
| 87  | Мушко становништво од 12 до 14 година које не похађа школу                                       | 143      |
| 88  | Женско становништво од 12 до 14 година које не похађа школу                                      | 111      |
| 89  | Становништво од 15 до 17 година похађа школу                                                     | 2224     |
| 90  | Мушко становништво од 15 до 17 година похађа школу                                               | 1142     |
| 91  | Женско становништво између 15 и 17 година живота у школи                                         | 1082     |
| 92  | Становништво од 18 до 24 године похађа школу                                                     | 1892     |
| 93  | Мушко становништво од 18 до 24 године похађа школу                                               | 980      |
| 94  | Женско становништво од 18 до 24 године похађа школу                                              | 912      |
| 95  | Становништво од 8 до 14 година које не може да чита и пише                                       | 314      |
| 96  | Мушко становништво старосног доба од 8 до 14 година које не може да чита и пише                  | 189      |
| 97  | Женско становништво старосног доби од 8 до 14 година које не може да чита и пише                 | 125      |
| 98  | Становништво од 15 година и више које је неписмено                                               | 4609     |
| 99  | Мушко становништво од 15 година и више које је неписмено                                         | 2023     |
| 100 | Женско становништво од 15 година и више које је неписмено                                        | 2586     |
| 101 | Становништво старо 15 и више година без школовања                                                | 5068     |
| 102 | Мушко становништво старо 15 и више година без школовања                                          | 2277     |
| 103 | Женско становништво старо 15 и више година без школовања                                         | 2791     |
| 104 | Становништво старосног доба 15 и више година са непотпуним основним образовањем                  | 6923     |
| 105 | Мушко становништво старосног доба од 15 година и више са непотпуном основним образовањем         | 3253     |
| 106 | Женско становништво старосног доба 15 и више година са непотпуном основним образовањем           | 3670     |
| 107 | Становништво старо 15 и више година са комплетним основним образовањем                           | 7033     |
| 108 | Мушко становништво старо 15 година и више са комплетним основним образовањем                     | 3264     |
| 109 | Женско становништво старо 15 и више година са комплетним основним образовањем                    | 3769     |
| 110 | Становништво старосног доба 15 и више година са непотпуним средњим образовањем                   | 2357     |
| 111 | Мушко становништво старосног доба од 15 година и више са непотпуним средњим образовањем          | 1229     |
| 112 | Женско становништво старосног доба од 15 година и више са непотпуним средњим образовањем         | 1128     |
| 113 | Становништво старо 15 и више година са пуним секундарном образовањем                             | 7743     |
| 114 | Мушко становништво старосног доба од 15 година и више са пуним секундарном образовањем           | 3673     |
| 115 | Женско становништво старосног доба од 15 година и више са пуним секундарном образовањем          | 4070     |
| 116 | Становништво старије од 18 година са постосновним образовањем                                    | 12460    |
| 117 | Мушко становништво старије од 18 година са постосновним образовањем                              | 5955     |
| 118 | Женско становништво старије од 18 година са постосновним образовањем                             | 6505     |
| 119 | Просечна оцена школовања                                                                         | 7.68     |
| 120 | Просечан ниво образовања мушке популације                                                        | 7.75     |
| 121 | Просечан ниво образовања женског становништва                                                    | 7.61     |
| 122 | Економски активно становништво                                                                   | 23254    |
| 123 | Економски активна мушка популација                                                               | 15736    |
| 124 | Економски активна женска популација                                                              | 7518     |
| 125 | Становништво које није економски активно                                                         | 22323    |
| 126 | Мушко становништво које није економски активно                                                   | 5863     |
| 127 | Женско становништво које није економски активно                                                  | 16460    |
| 128 | Запослено становништво                                                                           | 21960    |
| 129 | Запослено мушко становништво                                                                     | 14663    |
| 130 | Запослено женско становништво                                                                    | 7297     |
| 131 | Незапослена популација                                                                           | 1294     |
| 132 | Незапослена мушка популација                                                                     | 1073     |
| 133 | Незапослена женска популација                                                                    | 221      |
| 134 | Становништво без права на здравствене услуге                                                     | 16672    |
| 135 | Становништво које има право на здравствене услуге                                                | 40190    |
| 136 | Становништво које има право на ИМСС                                                              | 23058    |
| 137 | Становништво које има право на социјално осигурање                                               | 3071     |
| 138 | Становништво које има право на државно социјално осигурање                                       | 41       |
| 139 | Становништво које има право на опште осигурање или здравствено осигурање за нову генерацију      | 13870    |
| 140 | Становништво које је било једном или није било у браку током 12 година и више                    | 14389    |
| 141 | Венчано или уједињено становништво од 12 година и више                                           | 25278    |
| 142 | Становништво које је било у браку или уједињено 12 година и више                                 | 5997     |
| 143 | Становништво са католичком религијом                                                             | 45990    |
| 144 | Протестанти, еванђелисти и библијски следбеници различити од еванђелиста                         | 7149     |
| 145 | Становништво са другим религијама различитим од претходних                                       | 18       |
| 146 | Становништво без религије                                                                        | 3395     |
| 147 | Укупно пописаних домаћинства                                                                     | 16823    |
| 148 | Пописна домаћинства на челу са мушкарцима                                                        | 11474    |
| 149 | Пописна домаћинства на челу са женама                                                            | 5349     |
| 150 | Становништво у пописним домаћинствима                                                            | 56470    |
| 151 | Становништво у пописним домаћинствима на челу са мушкарцима                                      | 40314    |
| 152 | Становништво у пописним домаћинствима на челу са женама                                          | 16156    |
| 153 | Укупно домаћинстава                                                                              | 20758    |
| 154 | Укупно насељених домаћинстава                                                                    | 16970    |
| 155 | Укупно приватних кућа                                                                            | 20611    |
| 156 | Насељени приватни домови                                                                         | 16823    |
| 157 | Укупно насељених приватних кућа                                                                  | 16965    |
| 158 | Ненасељене приватне куће                                                                         | 2653     |
| 159 | Појединачна домаћинства за привремену употребу                                                   | 1135     |
| 160 | Становници у насељеним приватним кућама                                                          | 56470    |
| 161 | Насељеност станара у приватним становима                                                         | 3.36     |
| 162 | Просечно становника по соби у приватним насељеним домаћинствима                                  | 0.92     |
| 163 | Појединачна домаћинства са подовима од различитих материјала од земље                            | 15916    |
| 164 | Појединачна домаћинства у приземљу                                                               | 860      |
| 165 | Појединачна домаћинства са једном спаваћом собом                                                 | 7030     |
| 166 | Појединачна домаћинства са две спаваће собе и више                                               | 9771     |
| 167 | Појединачна домаћинства са једним собом                                                          | 1432     |
| 168 | Појединачна домаћинства са две собе                                                              | 2917     |
| 169 | Појединачна домаћинства са 3 собе и више                                                         | 12445    |
| 170 | Појединачна домаћинства која имају електрично светло                                             | 16538    |
| 171 | Појединачна домаћинства која немају електрично светло                                            | 268      |
| 172 | Појединачна домаћинства која имају водоводну воду у стамбеном простору                           | 13665    |
| 173 | Појединачна домаћинства која немају водоводну воду у стамбеном простору                          | 3129     |
| 174 | Појединачна домаћинства која имају тоалет                                                        | 15825    |
| 175 | Појединачна домаћинства која имају канализацију                                                  | 15686    |
| 176 | Појединачна домаћинства која немају канализацију                                                 | 1098     |
| 177 | Појединачна домаћинства која имају електрично светло, довод воде из јавне мреже и канализацију   | 13189    |
| 178 | Појединачна домаћинства без икаквих услова                                                       | 385      |
| 179 | Појединачна домаћинства која имају радио                                                         | 13200    |
| 180 | Појединачна домаћинства која имају телевизор                                                     | 15602    |
| 181 | Појединачна домаћинства која имају фрижидер                                                      | 14305    |
| 182 | Појединачна домаћинства која имају машину за веш                                                 | 12032    |
| 183 | Појединачна домаћинства која имају аутомобил или комби                                           | 4388     |
| 184 | Појединачна домаћинства која имају рачунар                                                       | 3415     |
| 185 | Појединачна домаћинства која имају фиксну телефонску линију                                      | 5468     |
| 186 | Појединачна домаћинства која имају мобилни телефон                                               | 11327    |
| 187 | Појединачна домаћинства која имају приступ интернету                                             | 2248     |